# The Precipice
The Precipice, sous-titré Existential Risk and the Future of Humanity, est un livre documentaire écrit en 2020 par le philosophe Toby Ord. Il soutient que l'humanité sera confrontée à des risques sans précédent au cours des prochains siècles et examine l'importance morale de sauvegarder l'avenir de l'humanité.

## Résumé

### Le précipice
Ord argumente que l'humanité traverse une période dangereuse unique dans son développement, qu'il appelle le Précipice. Commencé avec le premier essai de bombe atomique en 1945, le Précipice se caractérise par une capacité de destruction sans précédent couplée à une sagesse et une retenue inadéquates. Ord prévoit que le Précipice durera probablement pas plus de quelques siècles, car l'humanité développera rapidement l'autocontrôle nécessaire ou succombera au risque de catastrophe qui s'accumule rapidement. Ord évalue que lors de la crise des missiles de Cuba en 1962, période durant laquelle les dirigeants de l'époque estimaient qu'il y avait entre 10 et 50 % de chances de déclencher une guerre nucléaire, l'humanité a frôlé l'auto-destruction plus que jamais auparavant dans ses 200 000 ans d'histoire.

### Catastrophe existentielle et risque existentiel
Ord utilise les concepts de catastrophe existentielle et de risque existentiel, en citant les définitions de Nick Bostrom. La catastrophe existentielle évoque la destruction du potentiel humain à long terme, tandis que le risque existentiel renvoie à la probabilité qu'un danger donné mène à une telle catastrophe. L'extinction humaine est un mécanisme de catastrophe existentielle, d'autres scénarios comme une dystopie totalitaire permanente peuvent être envisagés. Ce concept de catastrophe existentielle est strictement défini comme une perte de potentiel permanente et irréversible. Ord explore les importantes implications morales des catastrophes existentielles, soulignant la trahison de l'héritage humain, le mal causé et l'obstruction d'un avenir prospère et étendu.

### Paysage des risques
Ord évalue un risque total de 1 sur 6 qu'une catastrophe existentielle se produise au cours du prochain siècle. Ceci inclut un risque existentiel relativement négligeable provenant des catastrophes naturelles comme les impacts d'astéroïdes, mais est principalement dominé par les risques existentiels anthropiques (causés par l'homme). Il estime le risque existentiel associé à une intelligence artificielle générale non alignée à 1 sur 10 pour le prochain siècle, ce qui est supérieur à tous les autres sources de risques existentiels combinées. D'autres risques existentiels anthropiques incluent la guerre nucléaire, les pandémies fabriquées et le changement climatique.

### Réponse
Ord mentionne que l'humanité alloue moins de 0,001% du produit mondial brut pour des interventions ciblées réduisant les risques existentiels. Il pointe du doigt le manque de coordination globale, limitant la motivation à financer de telles interventions, qui pourrait être améliorée grâce à des institutions globales spécialisées. De plus, certaines interventions, comme la gouvernance des technologies émergentes dangereuses, nécessitent intrinsèquement une meilleure coordination globale. Ord propose plusieurs recommandations politiques et de recherche pour atténuer les risques existentiels. Il explore aussi différentes manières pour les individus de contribuer à la réduction des risques existentiels, comme choisir des carrières à fort impact, faire des dons efficaces, et participer au débat public sur le sujet.

## Réception
Une critique du Evening Standard a qualifié The Precipice de « contribution surprenante et rigoureuse ». Dans The Spectator, Tom Chivers qualifie Le Précipice de « livre puissant, écrit avec l'œil d'un philosophe pour dénicher les contre-arguments, afin de pouvoir les contrer à l'avance. L'amour d'Ord pour l'humanité et son espoir pour son avenir sont contagieux, tout comme son étonnement horrifié devant la proximité de sa destruction » .
Dans un article paru dans le Sunday Times, le journaliste et auteur Bryan Appleyard a exprimé son scepticisme à l'égard de certaines philosophies morales du livre. Le critique Steven Carroll du Sydney Morning Herald l'a qualifié d'autoritaire et d'accessible.
Une critique du New Yorker publiée en avril 2020 pendant la pandémie de coronavirus a noté que le livre semblait fait pour le moment présent et que « les lecteurs pourraient trouver les sections qui expliquent pourquoi l'humanité mérite d'être sauvée et pourquoi nous sommes équipés pour faire face aux défis, encore plus saisissantes que l'éventail de cataclysmes potentiels ».